# Bicornispora
Bicornispora är ett släkte av svampar. Bicornispora ingår i familjen Coryneliaceae, ordningen Coryneliales, klassen Eurotiomycetes, divisionen sporsäcksvampar och riket svampar.
|              | Corynelia                                |
|              |                                          |
| Bicornispora | \| \| Bicornispora exophiala \| \| \| \| |
|              | \| \| Bicornispora exophiala \| \| \| \| |
|              | Caliciopsis                              |
|              |                                          |
|              | Coryneliospora                           |
|              |                                          |
|              | Coryneliopsis                            |
|              |                                          |
|              | Tripospora                               |
|              |                                          |
|              | Lagenulopsis                             |
|              |                                          |
|              | Fitzpatrickella                          |
|              |                                          |
|              | Bicornispora exophiala                   |
|              |                                          |

|  | Bicornispora exophiala |
|  |                        |